# Sucheu
Sucheu ou Suzhou (苏州 em chinês, Sūzhōu (pinyin)) é uma cidade da província de Jiangsu, na China. Localiza-se no sudeste da província, nas margens do Grande Canal. Em 2004, a sua população foi estimada em 6.062.200 habitantes. Foi fundada no século V a.C., com o nome de Wuxian. Passou a ter a atual designação no século VI.
Suzhou é cidade-irmã da cidade de Porto Alegre, no estado brasileiro do Rio Grande do Sul. O protocolo de cooperação foi assinado em 22 de junho de 2004. Nesta cidade morreu em 11 de abril de 1607, o jesuíta e explorador terrestre português Bento de Góis.